# Kosobaum

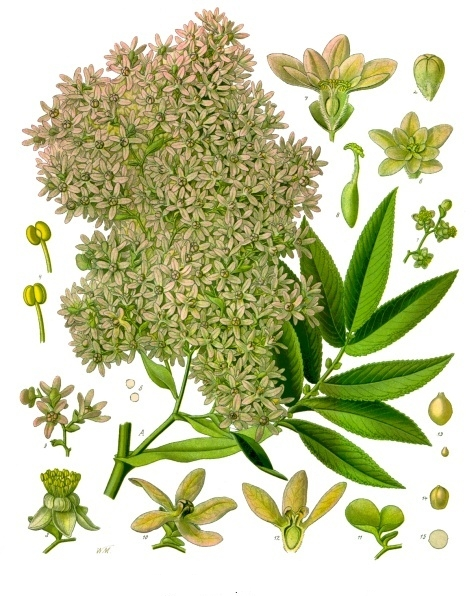
Kosobaum (Hagenia abyssinica), Illustration

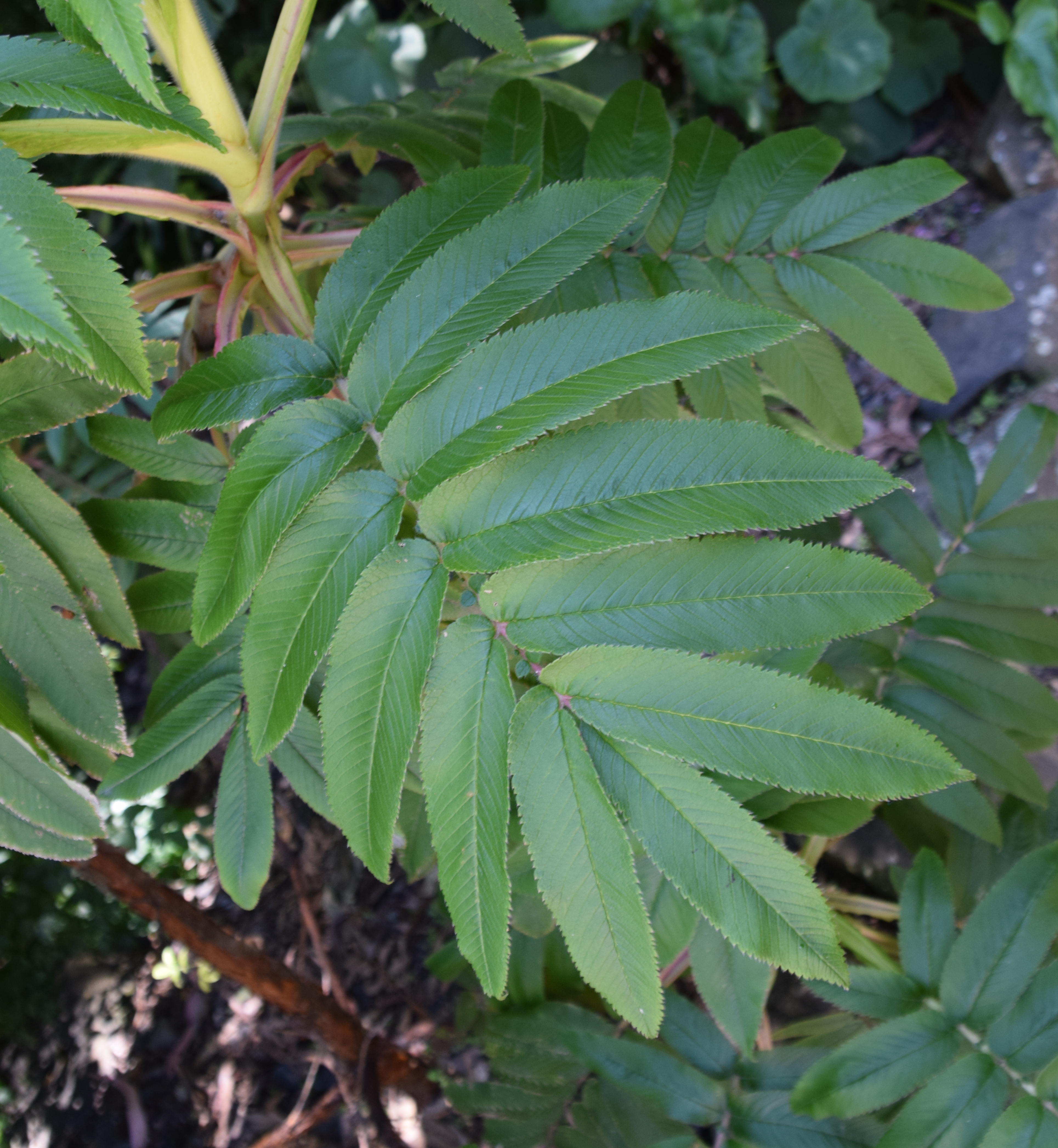
Gefiederte Blätter

Der Kosobaum oder Kossobaum (Hagenia abyssinica) ist die einzige Art der monotypischen Pflanzengattung Hagenia innerhalb der Familie der Rosengewächse (Rosaceae).
Sie gedeiht meist in Höhenlagen oberhalb von 2000 Metern in den Gebirgen Ost-, Zentral- und des Südlichen Afrikas. Es gibt Fundortangaben für Eritrea, Äthiopien, Sudan, Kenia, Tansania, Uganda, Burundi, die Zentralafrikanische Republik, Ruanda, östliches Zaire, Malawi und Sambia.

## Beschreibung

### Erscheinungsbild und Rinde
Hagenia abyssinica wächst als schlanker, kleiner bis mittelgroßer und immergrüner Baum und erreicht Wuchshöhen von bis zu 20 Meter und Stammdurchmesser von meist 60 bis selten 220 Zentimeter. Er bildet einen kurzen, selten geraden Stamm und dicke Äste. Die Baumkrone ist weit und schirmförmig. Die durch ringförmige lange haltbare Blattnarben gezeichnete Rinde der Zweige ist anfangs dicht mit kurzen, zottigen und langen, weichen silbrigen Haaren bedeckt; oft werden die drüsigen Haare später rötlich-grün oder braun. Die dicke, braune oder rötlich-braune Borke blättert schnell ab. Es sind keine Dornen und keine Brettwurzeln vorhanden.

### Blatt
Die wechselständigen und an den Zweigenden gehäuften und gestielten Laubblätter sind etwa 40 bis 50 cm lang. Der etwa 12 bis 15 cm lange Blattstiel ist mit den zwei bis zu 1,5 cm breiten, dünnen Nebenblättern verwachsen und dadurch geflügelt. Die unterseits dicht behaarten Nebenblätter umgeben mit ihrer Basis den Zweig blattscheidenartig. Die unpaarig gefiederte Blattspreite besitzt an der Blattrhachis wechselständig bis fast gegenständig angeordnet drei bis sechs (bis zu acht) Paare fast sitzender bis kurz gestielten Blättchen. Es können abwechselnd mit den normalen Blättchen viel kleinere vorkommen, die bei einem Durchmesser von bis zu 2,5 cm fast kreisförmig sind, die Spreite ist dann unterbrochen gefiedert.
Die Blättchen sind bei einer Länge von 9 bis 15 cm und einer Breite von 2 bis 5 cm eiförmig, -lanzettlich bis verkehrt-eiförmig, -eilanzettlich oder elliptisch mit schiefer, stumpfer bis leicht herzförmigen Basis und spitzem oder bespitztem oberen Ende. Der Rand ist gesägt bis gezähnt und bewimpert, er besitzt seidige Haare, wobei die Blattzähne meist in einer verdickten Drüse enden. Die Oberseite der Blättchen ist hell oder leuchtend grün und auf der Unterseite befinden sich weißliche Haare. Die Blättchen sind fiedernervig und auf der Unterseite sind die Blattadern erhaben und seidig behaart.

### Blütenstand und Blüte
Hagenia abyssinica ist zweihäusig diözisch. Die end- oder achselständigen, vielverzweigten und überhängenden, vielblütigen rispigen Blütenstände weisen eine Länge von bis zu 60 Zentimeter und einen Durchmesser von bis zu 30 Zentimeter auf. Die gelbliche oft leuchtend rot getönte Blütenstandsrhachis ist meist zickzackförmig und die über laubblattartigen Tragblättern stehenden Verzweigungen sind zottig bis lang seidig behaart sowie klebrig. Die bis zu 3,5 Millimeter langen, dicht behaarten Blütenstiele werden an ihrer Basis von Deckblättern umfasst. Die dichteren und voluminöseren weiblichen Blütenstände sind rosarot bis rötlich und die lockereren männlichen orange-lederfarben bis weißlich.
Die kleinen, eingeschlechtigen und kurz gestielten Blüten sind radiärsymmetrisch und selten vier-, meist fünfzählig mit doppelter Blütenhülle. Es sind jeweils 2–3 kleine, haltbare Deckblätter vorhanden. Der kleine, seidig behaarte Blütenbecher (Hypanthium) ist bei einer Länge von 2 bis 3 Millimeter konisch. Der Nebenkelch und der alternierende Kelch sind grün oder rötlich getönt und selten vier- bis meist fünfzipfelig. Bei den männlichen Blüten sind die Zipfel des Nebenkelches kleiner als die des Kelches. Bei den weiblichen Blüten sind die Zipfel des Nebenkelches größer und vergrößern sich bis zur Fruchtreife bis auf eine Länge von bis zu 10 Millimeter. Die kleinen, selten vier meist fünf Kronblätter sind bis zu 1,5 Millimeter lang. In den männlichen Blüten sind 15 bis 20 kurze, fertile Staubblätter mit bis zu 3 Millimeter langen Staubfäden vorhanden. In den weiblichen Blüten sind rudimentäre Staubblätter und in den männlichen ein steriles Gynoeceum vorhanden. Frei vom Blütenbecher stehen in den weiblichen Blüten meist zwei mittelständige Stempel, der Fruchtknoten besitzt am oberen Ende ein Haarbüschel und der schlanke, behaarte Griffel endet in einer kopfigen und zottigen, knotigen, großen Narbe. Meist nur einer der beiden Fruchtknoten entwickelt sich zu einer Frucht. Zumindest bei den weiblichen Blüten ist ein Diskus vorhanden.

### Frucht und Samen
Die relativ kleine, einsamige, bei einem Durchmesser von bis zu 2,5 mm kugelige bis eiförmige Frucht, mit kleinen Griffelresten, ist vom haltbaren Blütenbecher eingehüllt (Scheinfrucht, Anthocarp) mit dem flügeligen Nebenkelch an der Spitze und den haltbaren Deckblättern am Grund. Das papierartige und dünne Perikarp ist beige bis braun. Auf der Frucht befinden sich oben weiße Haare. Der fast kugelige bis fast eiförmige und kahle Samen ist nur etwas kleiner als die Frucht. Die Samenschale (Testa) ist meist runzelig und braun.

## Systematik
James Bruce veröffentlichte 1790 in Travels, 5, S. 73 ungültig den Namen Banksia, der schon 1775 von Johann Reinhold Forster und Johann Georg Adam Forster in Characteres Generum Plantarum, 4 für die Gattung der Banksien gültig verwendet wurde. Johann Friedrich Gmelin ersetzte 1791 in Systema Naturae ... editio decima tertia, aucta, reformata, Band 2, Seiten 600 und 613 den ungültigen Namen durch Hagenia. Er ehrte damit wahrscheinlich den deutschen Arzt und Naturwissenschaftler Karl Gottfried Hagen (1749–1829).
Synonyme für Hagenia abyssinica (Bruce) J.F.Gmel. sind: Banksia abyssinica Bruce, Brayera anthelmintica Brayer, Hagenia abyssinica var. viridifolia Hauman, Hagenia anthelmintica (Kunth) Eggleling. Synonyme für Hagenia J.F.Gmel. sind Banksia Bruce (ein ungültiges Homonym von Banksia J.R.Forst. & G.Forst.) und Brayera Kunth. Das Artepitheton abyssinica bedeutet 'aus Äthiopien'. 
Hagenia abyssinica ist die einzige Art der monotypischen Gattung Hagenia und ist nah verwandt mit der ebenfalls monotypischen Gattung Leucosidea. Die Gattung Hagenia gehört zur Subtribus Agrimoniinae aus der Tribus Sanguisorbeae in der Unterfamilie Rosoideae innerhalb der Familie Rosaceae.

## Nutzung
Auf Grund der vielen rötlichen Blüten wird Hagenia abyssinica als Zierpflanze verwendet.
Im Hochland von Tansania wird Hagenia abyssinica in der Forstwirtschaft in den montanen Wäldern angepflanzt. In Tansania verwendet man Hagenia abyssinica vielseitig, beispielsweise als Feuerholz, die Laubblätter als Tierfutter und Gründünger und die Samen als Speisezusatz oder Gewürz. Im Kilimandscharo-Gebiet wird die Borke verwendet um Textilien gelblich-rot zu färben (Färberpflanze).

### Verwendung des Holzes
Das schön aussehende Holz wird zur Herstellung von Möbeln, Fußböden, Werkzeugen, Zäunen und als Bauholz verwendet. Aus ihm werden Furniere hergestellt.
Das Splintholz ist creme-gelb. Das Kernholz ist dunkelrot bis rot-braun, weich und mittelschwer (560 bis 750 kg/m³ bei einer Holzfeuchte von 12 %). Die Fasern sind meist gerade. Das Kosso-Holz ist nicht beständig und wird leicht von Bohrkäfern und Termiten befallen. Es ist auch schlecht behandelbar. Während des Trocknens kann es zu Verformungen kommen. Das Holz ist leicht zu sägen und Nägel halten gut.

### Pharmazeutische Verwendung
Die frischen Blüten werden wegen der enthaltenen Gerbstoffe als Bandwurmmittel genutzt. Als Droge: Kosoblüten = Flores Koso werden die weiblichen Blütenstände verwendet.
Die Wirkung von Hagenia abyssinica als Anthelminthikum wurde in der Heilkunde in Äthiopien und anderen Teilen Afrikas schon sehr lange genutzt. In der äthiopischen Volksheilkunde verabreichte man Extrakte aus getrockneten Blüten zum Trinken einmal alle ein bis drei Monate gegen Bandwürmer, die in Äthiopien durch den Genuss von rohem Fleisch häufige Parasiten waren und noch sind. Das Kosso-Extrakt wird vor dem Frühstück getrunken und etwa 0,5 bis 3 Stunden später beginnt die abführende Wirkung. Der Kopf des Bandwurmes (Scolex) wird selten ausgeschieden und so kann der Bandwurm erneut wachsen, deshalb ist die Wiederholung alle ein bis drei Monate erforderlich. Neben anderen Pflanzenarten wurde Hagenia abyssinica zum wichtigsten Behandlungsmittel gegen Bandwürmern in Äthiopien.
Im 19. Jahrhundert wurde die Droge Kosso in Europa weitverbreitet als Anthelminthikum verwendet. Es wurde auch oft in Mixturen zusammen mit Pflanzenteilen anderer Arten als Medizin verwendet um Syphilis, Skrofulose, Malaria, Fieber und Husten zu behandeln.

Die Droge Kosso-Puder kann leicht durch jeden anderen bräunlichen Puder gestreckt werden, dagegen können intakte Blütenstandsteile leicht erkannt werden und sind so relativ fälschungssicher.